# Верхньоколимськ
Верхньоколимськ (рос. Верхнеколымск) — село Верхньоколимського улусу, Республіки Саха Росії. Входить до складу Верхньоколимського наслегу.
Населення — 338 осіб (2015 рік).
Село засноване 1647 року.